# Петър Сърбински
Петър Николов Сърбински е български политик от Българския земеделски народен съюз (БЗНС).
Роден е през 1915 година в Скриняно, Кюстендилско. През 1933 година оглавява Земеделския младежки съюз, който ръководи до ликвидирането на земеделската опозиция от комунистическия режим през 1947 година. Един от най-популярните водачи на БЗНС – Никола Петков, той прекарва дълго време в концентрационния лагер „Белене“, където е подложен на тежки мъчения, които трайно увреждат здравето му. Освободен е през 1953 година, а през следващите години се съгласява да сътрудничи на казионния БЗНС.
Петър Сърбински умира на 25 ноември 1961 година в София.